# Profoto
Vous pouvez aider à l'améliorer ou bien discuter des problèmes sur sa page de discussion.
- Il ne cite pas suffisamment ses sources. Vous pouvez indiquer les passages à sourcer avec {{référence nécessaire}} ou {{Référence souhaitée}}, et inclure les références utiles en les liant aux notes de bas de page. (Marqué depuis avril 2024)
- Certaines informations devraient être mieux reliées aux sources mentionnées dans la bibliographie ou les liens externes. Améliorez sa vérifiabilité en les associant par des références. (Marqué depuis avril 2024)
- Il ne s’appuie pas, ou pas assez, sur des sources secondaires ou tertiaires. (Marqué depuis avril 2024)

- Archive Wikiwix
- Bing
- Cairn
- DuckDuckGo
- E. Universalis
- Gallica
- Google
- G. Books
- G. News
- G. Scholar
- Persée
- Qwant
- (zh) Baidu
- (ru) Yandex
- (wd) trouver des œuvres sur Wikidata

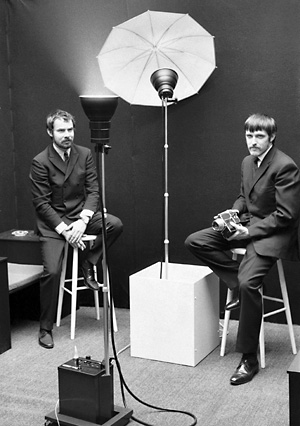
Les fondateurs, Eckhard Heine et Conny Dufgran, Photokina 1968.

Profoto est une entreprise suédoise de fabrication de matériel d'éclairage pour la photographie professionnelle et plus particulièrement de flashes de studio.
Elle a été fondée en 1968 par deux Ingénieurs, photographes amateurs, qui n'étaient pas satisfaits de ce qu'ils trouvaient sur le marché. 
Profoto développe également une gamme étendue de modeleurs de lumière, comme des boites à lumières, snoots, bols zoom, bols beauté et parapluies qui permettent de modifier la lumière directe du flash afin d'obtenir des rendus plus durs ou plus doux.

Profoto développe maintenant une gamme spécifique de solutions plus ou moins automatisées à destination du e-commerce.